# T19 (САУ)
T19 (англ. 105mm Howitzer Motor Carriage T19) — самоходная артиллерийская установка (САУ) США, созданная в период Второй мировой войны. Была создана Абердинским полигоном осенью 1941 года на базе полугусеничного бронетранспортёра M3, в качестве переходной САУ для скорейшего удовлетворения потребностей армии в самоходных 105-мм гаубицах для танковых дивизий. Серийное производство T19 было начато фирмой Diamond T Motor Car Company в январе 1942 года и было завершено в апреле того же года, с началом выпуска полностью удовлетворявшей требованиям армии САУ M7, всего было выпущено 324 T19.
Несмотря на то, что T19 предполагалась лишь для временного использования до поступления в войска M7, полугусеничная САУ не только активно использовалась для подготовки бронетанковых войск на начальном периоде, но и применялась в боях. T19 применялись танковыми частями США в Тунисской кампании в 1942—1943 годах и были в них заменены на M7 только к началу Сицилийской операции. Большая же часть T19 использовалась в полковой артиллерии пехотных дивизий, также как временная замена до поступления новых буксируемых пехотных орудий M3, однако некоторые части предпочли сохранить САУ и после поступления M3. T19 продолжали использоваться в Итальянской кампании и Южно-французской операции по меньшей мере до 1944 года. T19 была снята с вооружения в июле 1945 года и 90 из оставшихся САУ были переоборудованы в базовые бронетранспортёры.

## Конструкция

### Вооружение
Основное вооружение T19 составляла модификация 105-мм гаубицы M2A1. M2A1 имела ствол длиной 22,5 калибра, ручной горизонтальный клиновой затвор и гидропневматические противооткатные устройства; длина отката составляла 1066 мм. Пушка размещалась в установке T2 на стандартном лафете полевого орудия в лобовой части боевого отделения. Установка орудия в САУ ограничивала его предельные углы наведения до −5°…+35° в вертикальной и 20° по каждому борту в горизонтальной плоскости, наводка осуществлялась при помощи ручных винтовых механизмов. Наведение орудия при стрельбе прямой наводкой осуществлялась при помощи перископического оптического прицела M16, а при стрельбе с закрытых позиций — при помощи артиллерийской панорамы M12A2 и квадранта M4.
Скорострельность орудия при непрерывной стрельбе составляла 8 выстрелов в минуту в первые полторы минуты ведения огня, 4 выстрела в минуту в первые четыре минуты и 3 выстрела в минуту в первые 10 минут, а за час орудие могло совершить 100 выстрелов. Максимальная дальность стрельбы T19 осколочно-фугасными и дымовыми снарядами, определяемая ограниченным углом возвышения, составляла 10 424 метра. Возимый боекомплект T19 составлял лишь 8 выстрелов, остальная часть боекомплекта перевозилась в прицепе. В боекомплект входили осколочно-фугасные и дымовые снаряды, а также кумулятивные снаряды, пробивавшие 102 мм гомогенной стальной брони на всех дистанциях. Гаубица M2A1 использовала полуунитарные выстрелы для всех типов боеприпасов, кроме кумулятивного, использовавшего унитарные выстрелы с фиксированным зарядом.
| Боеприпасы гаубицы M2A1                |                |                    |                    |                   |                                                           |                               |                       |                                 |
| Тип снаряда                            | Марка снаряда  | Длина выстрела, мм | Масса выстрела, кг | Масса снаряда, кг | Масса ВВ, г                                               | Марка взрывателя              | Дульная скорость, м/с | Максимальная дальность стрельбы |
| Осколочно-фугасная граната             | HE M1 Shell    | 726                | 19,08              | 14,97             | 2,30 (Composition B) или 2,18 (тротил)                    | P.D. M48A2 или TSQ M54        | 472                   | 11 160                          |
| Бронебойный кумулятивный, трассирующий | HEAT M67 Shell | н/д                | 16,71              | 13,26             | 1,33 (пентолит)                                           | B.D. M62 или M62A1            | 381                   | 7855                            |
| Дымовой                                | M60 Shell      | 790                | 19,85              | 15,56             | 1,86 (белый фосфор)                                       | P.D. M57 или M557             | 472                   | 11 110                          |
| Дымовой                                | M84 SHell      | 774                | 19,02              | 14,91             | 5,58 (дымовая смесь на основе хлорида цинка)              | TSQ M54, MTSQ M501 или M501A1 | 472                   | 11 160                          |
| Дымовой сигнальный                     | M84 SHell      | 774                | 17,21—17,39        | 13,10—13,28       | 3,77—3,95 (цветная дымовая смесь на основе хлорида цинка) | TSQ M54, MTSQ M501 или M501A1 | 472                   | н/д                             |

| Таблица пробития для M2A1   |    |     |     |      |
| Бетон, см, угол встречи 90° |    |     |     |      |
| Снаряд \ Расстояние, м      | 0  | 457 | 914 | 1828 |
| M1 Shell                    | 46 | 43  | 40  | 34   |

Для самообороны экипажа T19 комплектовалась 11,43-мм пистолетом-пулемётом M1928A1 и 300 патронами к нему в 10 коробчатых магазинах, а также тремя 7,62-мм винтовками M1 или самозарядными карабинами M1.

### Сноски
1. ↑  В боекомплект базового полевого орудия входили также два других варианта снаряда M60: дымовой, снаряжённый действующим веществом на основе хлоросульфоновой кислоты и химический, снаряжённый ипритом «H», совместимые с орудием САУ
2. ↑  Для базового орудия, без учёта ограничений по углу возвышения реальной САУ,снижавших дальность
3. ↑  59,5 % гексогена, 39,5 % тринитротолуола и 1 % флегматизатора в виде парафина
4. ↑  Мгновенное действие либо задержка, устанавливаемая на заводе для разных партий в 0,05 или 0,15 секунд.
5. 1 2 3  Мгновенное действие либо регулируемая задержка до 25 секунд.
6. 1 2 3 4  На максимальном заряде
7. 1 2  Головной взрыватель мгновенного действия
8. 1 2  В зависимости от используемого определяющего цвет состава